# 순천 향림사
향림사(香林寺)는 대한민국 전라남도 순천시 석현동에 있는 절이다. 1984년 2월 29일 전라남도의 문화재자료 제3호로 지정되었다.

## 개요
비봉산에 자리잡은 절로 통일신라 경문왕 5년(865)에 도선국사가 세웠고 조선 현종 10년(1669)에 고쳐 지어 오늘에 이르고 있다. 도선은 신라말의 승려이자 풍수지리의 대가로 알려져 있다. 광해군 때 이수광이 편찬한 『승평지』에 따르면 이 부근의 지형이 새가 알을 품고 있는 형상으로 그 기운이 너무 강하여 지세를 누르기 위해 이곳에 향림사를 지었다고 한다.
경내의 건물로는 대웅전과 삼성각 그리고 스님들이 생활하는 요사채가 있다. 대웅전은 석가모니를 모시고 있는 절의 중심 건물로 앞면 3칸·옆면 3칸 규모이며 지붕은 옆면에서 볼 때 여덟 팔(八)자 모양을 한 팔작지붕이다. 지붕 처마를 받치기 위해 장식하여 만든 공포는 기둥 위에만 있는 주심포 양식이다.
향림사(香林寺)라는 이름에 맞추기라도 하듯 절 주변에는 작설차 재배단지가 있어 경내에는 차향기가 은은하다.

## 참고 자료
- 향림사 - 국가유산청 국가유산포털